# FÉLIN

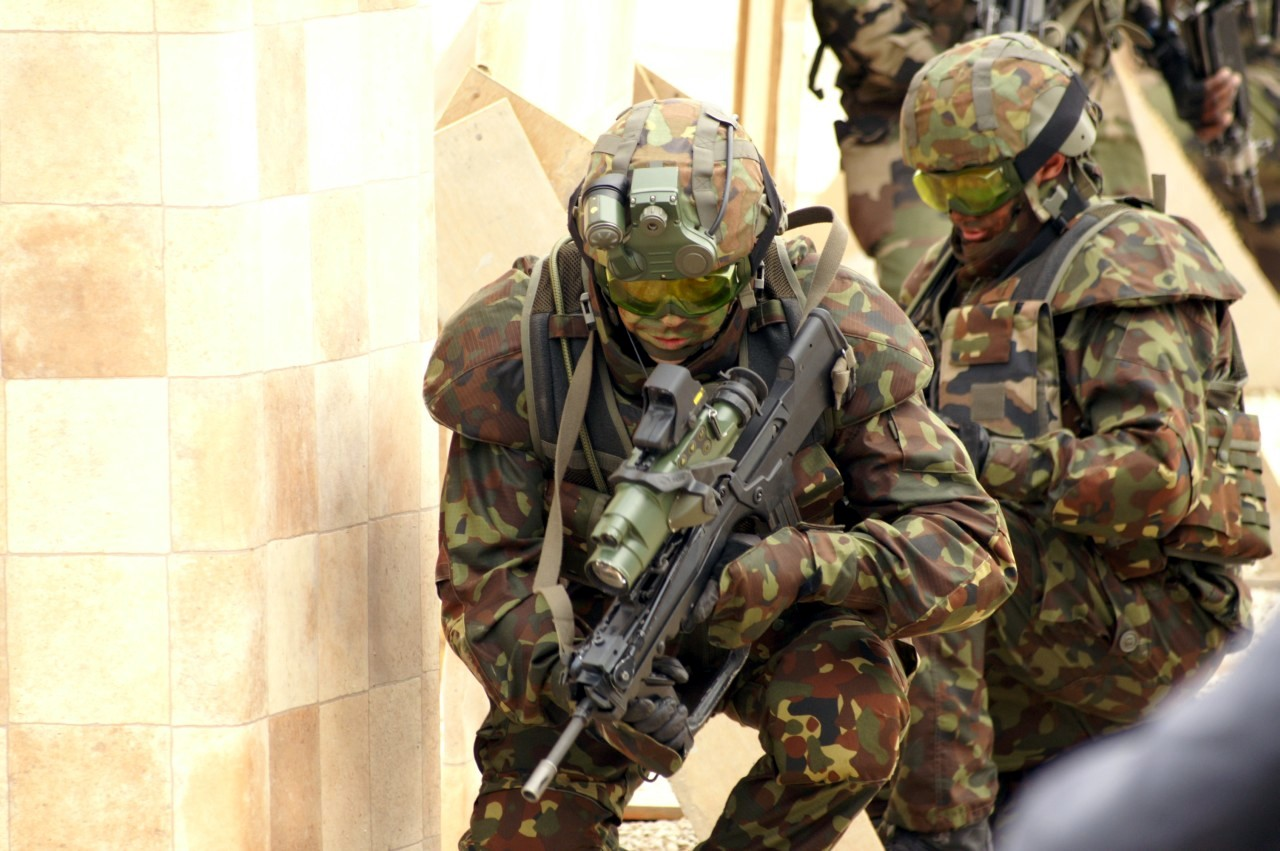
Żołnierz w wyposażeniu FELIN. Widoczne kamery i wyświetlacze na hełmie oraz na karabinie FAMAS

FÉLIN (fr. Fantassin à Équipement et Liaisons Intégrés) – francuski system wyposażenia żołnierza zwiększający jego możliwości bojowe i komunikacyjne a także zapewniający mu lepszą ochronę.
W skład systemu dla pojedynczego żołnierza wchodzą: zmodyfikowana broń (głównie karabin FAMAS), środki obserwacji i celowania (kamery dzienne i nocne), komputer, środki komunikacji (przekazujące głos, obraz i dane), nowoczesny ubiór, hełm i kamizelka kuloodporna. Całość wyposażenia waży do 25 kg (wliczając baterie, wodę i żywność na 24 godziny).
Zasilanie z dwóch baterii litowo-jonowych. Osobiste akumulatory zapewniają zasilanie na 24 godziny. Na wyposażeniu pododdziału są ładowarki zasilane z ogniw paliwowych.
Główną cechą systemu jest nacisk na wszechstronną łączność między wszystkimi komponentami. Każdy żołnierz ma zamontowaną kamerę (na hełmie), z możliwością widzenia nocnego. Obraz może być przekazywany do współpracujących żołnierzy oraz do dowódcy. Każdy żołnierz jest wyposażony w odbiornik GPS. Dane są transmitowane automatycznie i pozwalają na pokazanie pozycji wszystkich żołnierzy na mapie. Hełm każdego żołnierza jest wyposażony w dwa wyświetlacze LED (każdy o powierzchni 3cm²).
Zmodyfikowany karabin FAMAS także ma zamontowaną kamerę, pozwalając strzelcowi na celowanie zza osłony. 
Do komunikacji głosowej używany jest mikrofon odbierający dźwięk przez wibrację kości czaszki oraz głośnik przekazujący na kości. Zapewnia to dobrą jakość przekazu nawet w hałaśliwym otoczeniu. Mikrofon i głośnik mogą być używane oddzielnie od hełmu.
Prace nad systemem trwały od roku 2002, od 2009 wchodził na wyposażenie jednostek bojowych. Przewiduje się, że system będzie używany do 2028
Do współpracy z systemem FELIN przystosowywane są następujące pojazdy:  VBCI, VAB Revalorisé oraz AMX-10P.